# Chechar
Chechar (în arabă ششار) este o comună din provincia Khenchela, Algeria.
Populația comunei este de 27.428 de locuitori (2008).